# Nils Fröman (jurist)
Nils August Fröman, född 27 mars 1816 i Säfsnäs socken, död 14 augusti 1888 i Värmdö församling, var en svensk ämbetsman och riksdagsman.
Fröman började studera vid Uppsala universitet 1836 och avlade där 1843 juris kandidatexamen. Han fick 1844 anställning som adjunkt där vid juridiska fakulteten. Fröman var 1847–1848 notarie i bondeståndet, blev i mars 1848 sekreterare i justitieombudsmannaexpeditionen, var vid 1859–1860 års riksdag bondeståndets sekreterare och valdes då till suppleant för justitieombudsmannen Carl Wester. Han var, efter dennes plötsliga frånfälle, justitieombudsman 1861–1884. Som politiker var Fröman ledamot av riksdagens första kammare 1867–1882 för Kopparbergs läns valkrets. Han var förste ledamot i kommittén för ordnande av häradsrätternas arbetssätt (1867–1868) och i kommittén för reglering av häradshövdingarnas löneförmåner (1873). Åren 1885 och 1888 valdes Fröman till en av kommitterade för tryckfrihetens vård. Vid jubelfesten i Uppsala 1877 promoverades han till juris doktor. Fröman författade den akademiska avhandlingen De jure retractus gentilitio, I–V (1844–1845, svensk översättning Anmärkningar vid bördsrätten, 1846), samt Justitieombudsmannens embetsberättelser, avgivna åren 1862, 1864, 1865 och 1867–1883.